# The Silver Coin
The Silver Coin — серия комиксов, которую с 2021 года издаёт компания Image Comics.

## Синопсис
Комикс написан в жанре ужасов. В каждом выпуске главными героями являются разные персонажи, живущие в разное время, которые находят таинственный артефакт — серебряную монету.

## Отзывы
На сайте-агрегаторе рецензий Comic Book Roundup, по состоянию на ноябрь 2022 года, серия имеет оценку 8,7 из 10 на основе 117 отзывов. Сэм Стоун из Comic Book Resources, рецензируя дебютный выпуск, похвалил художника Майкла Уолша. Генри Варона с того же сайта в конце обзора на первое коллекционное издание отметил, что «работы Майкла Уолша, Джеффа Лемира, Чипа Здарски, Эда Бриссона и Келли Томпсон просто феноменальны». Чейз Магнетт из ComicBook.com оценил первый выпуск в 4 балла из 5 и посчитал, что им «можно просто наслаждаться». Натан Симмонс из AIPT дал первой истории оценку 8 из 10, но подчеркнул, что её главному герою сложно сопереживать.